# Vatikanski evrokovanci
Vatikanski evrokovanci so evrokovanci, ki jih idaja nečlanica Evropske unije Vatikan, natančneje Vatikanski filatelistični in numizmatični urad. Kovani so v italijanskem Državnem inštitutu za tisk in kovanje denarja v Rimu.

## Podoba vatikanskih evrokovancev

### 1. serija
Prva serija kovancev nosi podobo papeža Janeza Pavla II. Izdani so bili samo v zbirateljskih setih in povzročili izjemno povpraševanje, s čimer je njih cena dosegla tudi 1000 $.
| Vatikanski evrokovanci (2002) – zadnja stran | Vatikanski evrokovanci (2002) – zadnja stran | Vatikanski evrokovanci (2002) – zadnja stran                          |
| 0,01 €                                       | 0,02 €                                       | 0,05 €                                                                |
| -------------------------------------------- | -------------------------------------------- | --------------------------------------------------------------------- |
|                                              |                                              |                                                                       |
| Papež Janez Pavel II.                        |                                              |                                                                       |
| 0,1 €                                        | 0,2 €                                        | 0,5 €                                                                 |
|                                              |                                              |                                                                       |
| Papež Janez Pavel II.                        |                                              |                                                                       |
| 1 €                                          | 2 €                                          | Rob kovanca za 2 €                                                    |
|                                              |                                              | Številka dva z zvezdico, izmenično obrnjena na glavo, skupaj šestkrat |
| Papež Janez Pavel II.                        |                                              |                                                                       |
|                                              |                                              |                                                                       |

### 2. serija
Po smrti papeža Janeza Pavla II. v času sede vacante je Vatikan izdal posebne kovance s podobo grba kardinala kamerlenga, ki je bil v tistem času Eduardo Martínez Somalo, in z grbovnim okrasjem, ki ga predstavljajo simboli Apostolske zbornice – dva prekrižana ključa pod dežnikom.
| Vatikanski evrokovanci (2005) – zadnja stran                                    | Vatikanski evrokovanci (2005) – zadnja stran | Vatikanski evrokovanci (2005) – zadnja stran                          |
| 0,01 €                                                                          | 0,02 €                                       | 0,05 €                                                                |
| ------------------------------------------------------------------------------- | -------------------------------------------- | --------------------------------------------------------------------- |
|                                                                                 |                                              |                                                                       |
| Grb kardinala kamerlenga Eduarda Martíneza Somala s simboli Apostolske zbornice |                                              |                                                                       |
| 0,1 €                                                                           | 0,2 €                                        | 0,5 €                                                                 |
|                                                                                 |                                              |                                                                       |
| Grb kardinala kamerlenga Eduarda Martíneza Somala s simboli Apostolske zbornice |                                              |                                                                       |
| 1 €                                                                             | 2 €                                          | Rob kovanca za 2 €                                                    |
|                                                                                 |                                              | Številka dva z zvezdico, izmenično obrnjena na glavo, skupaj šestkrat |
| Grb kardinala kamerlenga Eduarda Martíneza Somala s simboli Apostolske zbornice |                                              |                                                                       |
|                                                                                 |                                              |                                                                       |

### 3. serija
Leto dni po izvolitvi papeža Benedikta XVI. je bila 27. aprila 2006 izdana nova serija kovancev, ki vsebuje njegovo podobo. Kovanci nosijo napis Città del Vaticano in 12 evropskih zvezd. Podrobnosti podobe so bile objavljene tudi v Uradnem listu Evropske unije.
| Vatikanski evrokovanci (2006) – zadnja stran | Vatikanski evrokovanci (2006) – zadnja stran | Vatikanski evrokovanci (2006) – zadnja stran                          |
| 0,01 €                                       | 0,02 €                                       | 0,05 €                                                                |
| -------------------------------------------- | -------------------------------------------- | --------------------------------------------------------------------- |
|                                              |                                              |                                                                       |
| Papež Benedikt XVI.                          |                                              |                                                                       |
| 0,1 €                                        | 0,2 €                                        | 0,5 €                                                                 |
|                                              |                                              |                                                                       |
| Papež Benedikt XVI.                          |                                              |                                                                       |
| 1 €                                          | 2 €                                          | Rob kovanca za 2 €                                                    |
|                                              |                                              | Številka dva z zvezdico, izmenično obrnjena na glavo, skupaj šestkrat |
| Papež Benedikt XVI.                          |                                              |                                                                       |
|                                              |                                              |                                                                       |

### 4. serija
Leto dni po izvolitvi papeža Frančiška je bila marca 2014 izdana nova serija kovancev s papeževim portretom v treh različnih pozah.
| Vatikanski evrokovanci (2014) – zadnja stran | Vatikanski evrokovanci (2014) – zadnja stran | Vatikanski evrokovanci (2014) – zadnja stran                          |
| 0,01 €                                       | 0,02 €                                       | 0,05 €                                                                |
| -------------------------------------------- | -------------------------------------------- | --------------------------------------------------------------------- |
|                                              |                                              |                                                                       |
| Papež Frančišek                              |                                              |                                                                       |
| 0,1 €                                        | 0,2 €                                        | 0,5 €                                                                 |
|                                              |                                              |                                                                       |
| Papež Frančišek                              |                                              |                                                                       |
| 1 €                                          | 2 €                                          | Rob kovanca za 2 €                                                    |
|                                              |                                              | Številka dva z zvezdico, izmenično obrnjena na glavo, skupaj šestkrat |
| Papež Frančišek                              |                                              |                                                                       |
|                                              |                                              |                                                                       |

### 5. serija
Nova serija vatikanskih kovancev je bila izdana marca 2017, na njej pa ni več vsebovana papeževa podoba, ampak njegov grb.
| Vatikanski evrokovanci (2017) – zadnja stran | Vatikanski evrokovanci (2017) – zadnja stran | Vatikanski evrokovanci (2017) – zadnja stran                          |
| 0,01 €                                       | 0,02 €                                       | 0,05 €                                                                |
| -------------------------------------------- | -------------------------------------------- | --------------------------------------------------------------------- |
|                                              |                                              |                                                                       |
| Grb papeža Frančiška                         |                                              |                                                                       |
| 0,1 €                                        | 0,2 €                                        | 0,5 €                                                                 |
|                                              |                                              |                                                                       |
| Grb papeža Frančiška                         |                                              |                                                                       |
| 1 €                                          | 2 €                                          | Rob kovanca za 2 €                                                    |
|                                              |                                              | Številka dva z zvezdico, izmenično obrnjena na glavo, skupaj šestkrat |
| Grb papeža Frančiška                         |                                              |                                                                       |
|                                              |                                              |                                                                       |